# Vienna Open 2001
Il Vienna Open 2001, noto anche come Bank Austria Tennis Trophy per motivi di sponsorizzazione, è stato un torneo di tennis giocato sul cemento indoor.
È stata la 27ª edizione del Vienna Open e faceva parte della categoria International Series Gold nell'ambito dell'ATP Tour 2001. Il torneo si è giocato alla Wiener Stadthalle di Vienna, in Austria, dall'8 al 14 ottobre 2001.

## Campioni

### Singolare maschile
Tommy Haas ha battuto in finale  Guillermo Cañas con il punteggio di 6–2, 7–6(8), 6–4

### Doppio maschile
Martin Damm /  Radek Štěpánek hanno battuto in finale  Jiří Novák /  David Rikl con il punteggio di 6–3, 6–2